# ناحیه تامالکو، شهرستان باند، ایلینوی
ناحیه تامالکو، شهرستان باند، ایلینوی (به انگلیسی: Tamalco Township) یک منطقهٔ مسکونی در ایالات متحده آمریکا است که در شهرستان باند، ایلینوی واقع شده‌است. ناحیه تامالکو ۵۶۶ نفر جمعیت دارد و ۱۴۷ متر بالاتر از سطح دریا واقع شده‌است.